# Pero nata
Pero nata là một loài bướm đêm trong họ Geometridae.